# Крекінг-установка у Хайде
Крекінг-установка у Хайде — підприємство нафтохімічної промисловості на півночі Німеччини, у федеральній землі Шлезвіг-Гольштейн.
З 1880 року у Хайде діяло підприємство з видобутку та переробки нафтоносних пісків. У 1949-му воно припинило цю діяльність, проте на той час тут вже дев'ять років як працював орієнтований на використання нафти НПЗ. А в 1963-му останній доповнили установкою парового крекінгу, котра здійснює піроліз газового бензину (naphtha). Її потужність первісно складала 60 тисяч тонн етилену на рік, станом на середину 1980-х рахувалась як 80 тисяч тонн, а на 2015-й становила вже 110 тисяч тонн.
Для транспортування продукції проклали короткий трубопровід до розташованого за три десятки кілометрів південніше промислового майданчика у Брунсбюттелі, де зокрема працює завод з виробництва жирних спиртів, технологія якого потребує етилену. З появою етиленопроводу Штаде — Брунсбюттель трубопровід від Хайде став складовою ланцюжка подібних об'єктів, котрий простягнувся на південний схід аж до Чехії. 
Враховуючи використання доволі важкої, як для нафтохімії, сировини, у Хайде також отримують 60 тисяч тонн пропілену на рік. Крім того, ще до останнього розширення, у середині 1980-х, тут продукувалось 25 тисяч тонн бутилен-бутадієнової фракції.